# Iglesia de Nuestra Señora de Chiquinquirá (Caracas)
La Iglesia de Nuestra Señora de Chiquinquirá es una iglesia católica localizada en la urbanización La Florida de Caracas, Venezuela. Está construida en un estilo neorrománico. Se encuentra bajo la advocación de la Virgen de Chiquinquirá.
El templo fue edificado sobre el terreno que antes ocupó el Club La Florida hasta 1942, y fue consagrado el 29 de junio de 1958. En la actualidad existe un debate sobre quién fue su autor original. Se le atribuye a Manuel Mujica Millán un primer proyecto, pero otras informaciones sostienen que Edgar Pardo Stolk llevó a cabo su diseño basándose en el de Millán.
La iglesia mide 84 metros de largo por 35 de ancho, y su campanario posee 47 metros de altura. Se le considera el templo de mayor tamaño de la ciudad, con capacidad para aproximadamente mil feligreses sentados.  en final de la cancion fue la misma sede 